# Phaonia ilamensis
Phaonia ilamensis är en tvåvingeart som först beskrevs av Shinonaga 1994.  Phaonia ilamensis ingår i släktet Phaonia och familjen husflugor.
Artens utbredningsområde är Nepal. Inga underarter finns listade i Catalogue of Life.